# Itapetininga

Lage

Itapetininga ist eine Stadt im Bundesstaat São Paulo, Brasilien. Der Name stammt aus einer Tupí-Sprache. Im Jahr 2018 lebten schätzungsweise 162.231 Menschen in Itapetininga.

## Bistum Itapetininga
- Bistum Itapetininga

## Söhne und Töchter der Stadt
- Joaquim José Vieira (1836–1917), römisch-katholischer Geistlicher, Bischof von Ceará
- Júlio Prestes (1882–1946), Politiker
- Anésia Pinheiro Machado (1904–1999), Pilotin und Fluglehrerin
- Manoel Ferreira dos Santos Júnior (* 1967), römisch-katholischer Geistlicher, Bischof von Registro